# Zasadowica oddechowa
Zasadowica oddechowa (łac. alkalosis respiratoria, ang. respiratory alkalosis) – sytuacja kliniczna, w której wzmożone oddychanie powoduje wzrost pH krwi.

## Definicja
Zasadowica oddechowa jest to wzrost pH krwi > 7,45 (zmniejszenie [H+] < 35 nmol/l) spowodowany pierwotną hipokapnią wywołaną hiperwentylacją.

## Postacie
- Ostra zasadowica oddechowa – rozwija się gwałtownie i w jej obrazie gazometrycznym charakterystyczne jest, iż na każde 10 mmHg spadku PaC02 [HCO3-] spada o 2 mmol/l[2].
- Przewlekła zasadowica oddechowa – rozwija się powoli i w jej obrazie gazometrycznym charakterystyczne jest, iż na każde 10 mmHg spadku PaC02 [HCO3-] spada o 4 mmol/l[2].
- Niewyrównana zasadowica oddechowa – w jej obrazie gazometrycznym charakterystyczne jest obniżone PaC02,  [HCO3-] oraz pH.
- Wyrównana zasadowica oddechowa – w jej obrazie gazometrycznym charakterystyczne jest, iż spadek PaC02 i [HCO3-] nie powoduje spadku pH. Pełna kompensacja nerkowa zasadowicy oddechowej trwa kilka dni[1].

## Etiologia
- psychogenna – jest to najczęstsza postać[3] i może być wywołana zarówno silnymi bodźcami nerwowymi (ból, zimno, stany podniecenia), jak i chorobą psychiczną[1]
- mechanizmy wyrównawcze u chorych z hipoksją
- zmiany organiczne ośrodkowego układu nerwowego – w 90% spowodowane chorobami naczyniowymi[1]
- wstrząs septyczny spowodowany bakteriami gram-ujemnymi[4]
- encefalopatia wątrobowa
- wentylacja mechaniczna
- leki – najczęściej zatrucie salicylanami, ale także metyloksantyny, teofilina, aminofilina, progesteron
- ciąża

## Obraz kliniczny
Hiperwentylacja (będąca zarówno przyczyną jak i podstawowym objawem), parestezje, drętwienie wokół ust, ucisk lub ból w klatce piersiowej, zawroty głowy, niemożność wykonania adekwatnego oddechu, tężyczka hiperwentylacyjna ze skurczami włókienkowymi (która nasila zasadowicę oddechową).
W głębokiej zasadowicy dochodzi do zaburzeń utlenowania mózgu, której objawami są drażliwość, zaburzenia koncentracji lub świadomości różnego stopnia. U chorych z chorobami serca może dochodzić do zaburzeń rytmu serca.
Objawy zależą od przyczyny oraz stopnia nasilenia hipokapni.

## Rozpoznanie
Rozpoznanie stawiane jest na podstawie obrazu klinicznego i wyników badań gazometrii.
| postać       | pH          | PaC02    | [HCO3-]    |
| ------------ | ----------- | -------- | ---------- |
| niewyrównana | podwyższone | obniżone | prawidłowe |
| wyrównana    | prawidłowe  | obniżone | niskie     |

## Leczenie
W zasadowicy oddechowej pierwszym postępowaniem, nawet przed otrzymaniem wyników badań potwierdzających rozpoznanie, jest uspokajające oddziaływanie na chorego. 
Po ustaleniu rozpoznania w leczeniu zasadowicy oddechowej spowodowanej czynnikami psychogennymi stosuje się mieszanki oddechowe o podwyższonej zawartości CO2 (na przykład oddychanie z dużego worka papierowego lub foliowego), pod bezpośrednim nadzorem personelu medycznego.
W leczeniu zasadowicy oddechowej o innej etiologii w pierwszym rzędzie zostaje zastosowane leczenie przyczynowe. Stosowanie leków uspokajających jest dyskusyjne ze względu na zmniejszenie obwodowych objawów hiperadrenergicznych, zalecane tylko w stanach zagrożenia życia.